# Jean-Paul Curnier
Pour les articles homonymes, voir Curnier (homonymie).
Œuvres principales
Compléments
Site officiel : jeanpaulcurnier.com
Jean-Paul Curnier, né le 5 janvier 1951 à Arles (Bouches-du-Rhône) et mort le 5 août 2017 dans la même ville, est un philosophe et un écrivain français.

## Biographie
Après une enfance dans le sud de la France, Jean-Paul Curnier suit des études de sociologie et de philosophie à Montpellier puis intègre l'EHESS à Paris.
Il occupera ensuite des postes de chercheur universitaire, de conseiller au ministère de la Culture ou à l'Unesco, de conseiller artistique pour La Grande halle de La Villette de Paris. Professeur d'art, il donnait des cours sur l'histoire de l'avant-garde et l'esthétisme, dans plusieurs universités.
En 1999, il est l'un des cofondateurs des éditions Léo Scheer. Il crée et dirige par la suite la collection « Manifeste » aux éditions Lignes-Manifeste.
Il meurt à Arles, sa ville natale, des suites d'un cancer.

## Œuvre
Romans, essais, nouvelles, pièces de théâtre : son œuvre est considérable, composée de plusieurs dizaines d'ouvrages.

### Ouvrages
- L’Extrême ordinaire, éditions l’Empreinte Digitale, 1992
- Sans nouvelles, éditions de La Lettre Volée, Bruxelles, 1996
- Le Désordre des tranquilles,  éditions Via Valeriano, 1996 ; rééd. éditions Farrago, 2002
- Le M.A.C. de Marseille, éditions Sens & Tonka, 1997
- L’Art ultimo, éditions Sens & Tonka, 1997
- La Culture, suicidée par ses spectres, éditions Sens & Tonka, 1998
- Moins que rien, éditions La Lettre Volée, Bruxelles, 1999
- Ici et ailleurs, éditions Autres Temps, 1999
- L’Écologie politique au miroir, éditions Sens & Tonka, 2000
- La Tentation du paysage, éditions Sens & Tonka, 2000
- Manifeste[2], éditions Léo Scheer, 2000
- Sur David Nebreda, codirection d’ouvrage avec Michel Surya, éditions Léo Scheer, 2001
- Peine perdue I, II et III, éditions Farrago, 2002
- Aggravation 1989-2001, éditions Farrago, 2002
- Le Froid, le gel, l’image[3], éditions Léo Scheer, 2003
- Le Corps de Diane, une théophanie, éditions Sens & Tonka, 2005
- Vox hôtel, direction d’ouvrage collectif, éditions Néant, 2006
- À vif[4], éditions Lignes-Manifeste, 2006
- Montrer l’invisible. Écrits sur l’image[5], éd. Jacqueline Chambon, janvier 2009 Ce livre est à l’origine d’une exposition aux Rencontres d’Arles l’été 2009.
- Le Commerce des charmes[6], Le Centquatre / Nouvelles Éditions Lignes, mars 2009
- Le Phare des eaux de la terre, éditions Al Dante, 2009
- 21 tours de la question (radiophonie), éditions Al Dante, 2011[7]
- Le Pavillon Blanc, éditions Al Dante, 2011[8]
- Philosopher à l’arc, éditions Châtelet-Voltaire, 2013, réédition Lignes, 2016
- Prospérités du désastre. Aggravation, 2[9],[10], Nouvelles Éditions Lignes, 2014
- La Piraterie dans l’âme - essai sur la démocratie, éditions Lignes[11], 2017
- Par-dessus tête, éditions Lignes, 2018

### Textes (essai, art, littérature)
- « Arles, catastrofa lenta », in Traversata del deserto, éditions Essegi, 1988.
- « Question de transport », in Art et automobile, tome I, éditions du CAC-Montbéliard, 1988.
- « Le boulevard Bouge descend vers la mer », in La galerie de la mer, catalogue Richard Baquié, 1989.
- « Montbéliard, géographie indécise », in Recueil à toutes fins utiles, éditions CAC-Montbéliard, 1989.
- « Éthique et Télévision », revue Théâtre Public, juillet 1989.
- « Le sang et le ciel », catalogue de Guy-André Lagesse, reproduit in Mars, revue d’art contemporain n° 24, octobre 1989.
- « Le silence et l’excès », revue Lignes, n° 8, éditions Séguier, janvier 1990.
- « Entretien hors de soi » (à propos de la peinture d’André Pierre Arnal), éditions de La Différence, 1990.
- « Talcy un mois de juin, 10h du matin » (Ronsard à Talcy), texte-installation au château de Talcy (commande publique du Ministère de la Culture - CNMHS, 1990).
- « Le bon goût de déplaire », revue Mon amour, n° 2, janvier 1990.
- « Soudain la planète parut plus petite », revue Lignes, n° 9, éditions Séguier, mars 1990.
- « Patrimoines : mise en abîme de la mémoire », avec Henri-Pierre Jeudy, novembre 1990.
- « Vers le pire », revue Lignes, n° 15, éditions Hazan, 1992.
- « Rien ne manque à leur vie », catalogue Jean Laube, éditions du Dam, Caen, 1992.
- « Et rien pour endiguer le flot », revue Lignes, n° 17, éditions Hazan, 1992.
- « L’embarras du choix », revue Lignes, n° 19, éditions Hazan, mars 1993.
- « If, ce lieu excepté... », in Du dinosaure au cabanon, ouvrage collectif, éditions Actes Sud, 1993.
- « Japon », revue Chambre avec vue n° 1, décembre 1993.
- « Métaphora », revue Chambre avec vue n° 2, mars 1994.
- « Les mains, les mains surtout... », revue Lignes, n° 24, éditions Hazan, novembre 1994.
- « De la photographie comme mémoire des ruines », in La Photographie comme destruction, ouvrage collectif, éditions ENSP, Arles, 1994.
- « Un art du temps », à propos des photographies du groupe BKL, in Trwa Kartié, éditions de La Martinière, 1994.
- « Pensando Mañana », entretiens sur la démocratie, avec Andrès Bruzzone, Noticias, novembre 93 et mars 94.
- « Invisible objet de l’exposition », in Exposer/Exhiber, collectif, Les Éditions de la Villette, 1995.
- « Une didactique des apparences », recherche sur l’image photographique dans l’espace public à l’Île de la Réunion, éditions du Plan Urbain, décembre 1995.
- « Quelques pistes pour éclairer le soupçon ... », in Le Dialogue avec l’œuvre, ouvrage collectif avec P. Sers, M. Le Bot, H. Meschonnic, P-Y Soucy ; éditions de La Lettre Volée, Bruxelles, 1995.
- « Histoire d’un désespéré spectral », in n° spécial Autrement sur « La Négociation », février 1996.
- « Esthétique de l’événement », revue Lignes n° 29, éditions Hazan, septembre 1996.
- « L’art, la morale, le musée », revue Lignes n° 29, septembre 1996.
- « Le dilemme du porteur », in Société, Éthique et Handicap, ouvrage collectif sous la direction de Roger Dadoun, éditions Via Valeriano, septembre 1996.
- « Sur les motifs d’une fronde en art et ailleurs », Interlope-la curieuse n° 14-15, décembre 1996.
- « À reprendre depuis le début » (Guy Debord), revue Lignes n° 31, éditions Hazan, mai 1997.
- « Exempla », in Il semplice n° 6, revue littéraire, éditions Feltrinelli, 1997.
- « Entrevista », in Revista Argentina de estudios estrategicos n° 16, juillet 1997.
- « La démocratie prouvée par l’absurde », in Éclairer sans brûler, ouvrage collectif, éditions Actes Sud, septembre 1997.
- « Une forte haine ne rend pas la chair moins faible » (entretien) in L’art dégénéré, ouvrage collectif, éditions Al Dante/Caac, 1998.
- « Sur le seuil, à ce qu’il semble », catalogue Jean Laube, éditions Aldébaran, juillet 1998.
- Adaptation pour lecture publique de « Français encore un effort si vous voulez être républicains » de D.A.F. de Sade. Lecture par Gérard Desarthe, Théâtre du jeu de Paume, Aix-en-Provence, novembre 1998.
- « Il faut cesser d’être contemporain », revue Lignes n° 36, éditions Hazan, janvier 1999.
- « Tempo real e produçào do atraso », Revista de communicaçào e linguagens n° 25-26 Lisbonne, mars 1999.
- « Illusion et morale au théâtre », revue Frictions n° 1, novembre 1999.
- « El tiempo, la consciencia, el eterno retorno », revue Doce Notas n° 4, Madrid, décembre 1999.
- « Le noir du vivant, la cruauté, encore », revue Lignes n° 03, éditions Léo Scheer, octobre 2000.
- « L’impossible image de David Nebreda », in Sur David Nebreda, ouv. collectif, éditions Léo Scheer, 2001.
- « Oui », revue Lignes n° 04, février 2001.
- « Voir l’invisible (les dessous de la femme voilée) », revue L’image le monde n° 2, octobre 2001.
- « Nietzsche : pensée, destin, métamorphose », revue Lignes n° 07, février 2002.
- « Arles, catastrophe lente », revue Petite n° 12-13, mai 2002.
- « Le portrait du disparu », in La mort dissoute, ouvrage collectif, éditions de l’Harmattan, 2002.
- « Le Mépris humanitaire » in L’urgence permanente, ouvrage collectif, éditions Galerie P. Seguin/Galerie Navarra, septembre 2002.
- « Un monde en guerre », revue Lignes n° 09, octobre 2002.
- « Anti-Ulysse », revue L’Étrangère n° 03, février 2003.
- « Sortir de chez soi » in Ambulo ergo sum, ouvrage collectif, 2003.
- « Prostitution compassionnelle » in Corps 9 n° 01, 2003.
- « La nuit des contrastes » avec Henri-Pierre Jeudy, in Yann Kersalé, Norma éditions, 2003.
- « De l’angélisme, en art et ailleurs » in La création est-elle libre ?, éditions du Bord de l’eau, 2003.
- « Une existence sans objet. Sade, Klossowski » revue Lignes n° 14, Lignes/Manifeste, avril 2004.
- « Malcolm de Chazal, outre mesure », La Revue Littéraire, n° 1, éditions Léo Scheer, avril 2004.
- « La peur de soi, l’horreur de l’homme » revue Lignes n° 15, éd. Lignes/Manifeste, octobre 2004.
- « Et ce que nous voyons n’a pas d’image » photographies de Uta Kögelsberger, PhotoNorth, UK, 2004.
- « États du regard » in La Chronique dans tous ses états, éd. Sens & Tonka, 2004.
- « La disparition des lucioles » revue Lignes n° 18, éd. Lignes/Manifeste, octobre 2005.
- « Culture, contre-culture », in Culture Publique - opus 4, ouvrage collectif, revue Mouvement, éd. Sens & Tonka, 2005.
- « Réservoirs de chair », revue Lignes n° 21, novembre 2006.
- « Un Tour nouveau », revue Lignes n° 23-24, octobre 2008.
- « Un silence dans les pensées », revue InfraMince n° 4, octobre 2008.
- « Les Hommes, les bêtes, les saisons » préface au livre de photographies de Lionel Roux Odyssée pastorale, Actes Sud, 2009.
- « Le Torero mort », collectif, Actes Sud. 2010.
- « Un gai savoir », revue Lignes #31 consacrée à Jean Baudrillard, février 2010.
- « Tout ce qui arrive », texte du catalogue de l’exposition internationale Digital Life, Fondation RomaEuropa, avril 2010.
- « Cadres de vies, le cinéma de Claudio Pazienza [archive] », revue IMAGES documentaires #67/68. 2010.
- « Un vert sans manière », in catalogue de l’exposition de Stéphane Bordarier, Galerie Jean Fournier, mai 2011.
- « Quand la réponse précède la question », revue Lignes n° 37, février 2012.
- « Rudy Ricciotti, le langage des paysages » in Rudy Ricciotti, architecte [archive], IFA, ouvrage Collectif, Le Gac Press, Avril 2013.
- « Vous pourriez vous libérer dans la matinée ? » Genève, Mars 2013.
- « Maison et Culture » Réflexion sur l’action culturelle à venir, Genève, mai 2013.
- « Le Monde de Bambi, douceur d’un naufrage » revue Lignes n° 41, mai 2013.
- « Spit on fire, le Théorème d’Espitallier [archive] », revue en ligne Libr-Critique, mai 2013.
- « Voie de disparition » revue Lignes n° 42, octobre 2013.
- « La mort n’est pas cruelle » revue ArtPress2, mai 2014.
- « Étant donné » in : Considérant qu’il est plausible que de tels événements puissent à nouveau survenir : sur l’art municipal de détruire un bidonville, ouvrage collectif, Post Éditions, 2014.
- « Le philosophe et l’architecte » dialogue avec Rudy Ricciotti dans le Nouvel Économiste, 16 janvier 2015.
- « Voyages dans l’ici-même » in : Insolite comme toute chose ordinaire, Nantes, mai 2015.
- « De la bonne tenue en politique » Journal-de-Paris, mai 2015
- « Portraits d’images en clones vagabonds » catalogue Vincent Bonnet, Vidéochroniques, mai 2015.
- « Nommer, décrire, décrire encore »: in : Redrum, ouvrage collectif, Les Impressions nouvelles, mai 2015.
- « Baudrillard et le Complot de l’art » Journal of Taipei Fine Art Museum, Taiwan, Juin 2015.
- « La photographie dans le tournant de l’art » in : Oser la photographie, ouvrage collectif, Silvana Editoriale, juillet 2015.
- « Tourisme du désastre » in : Contagion des labels culturels, coauteur avec Henri-Pierre Jeudy, Châtelet-Voltaire, octobre 2015.
- « Avant la mémoire, la vérité » in : Mémorial du camp de Rivesaltes (architecte Rudy Ricciotti), Archibooks & Sautereau éditeurs, Paris, février 2016
- « Les images, la beauté… » in : Chauvet – Pont-d’Arc / L’inappropriable, livre de photographies de Raphaël Dallaporta, éditions Xavier Barral, Paris, septembre 2016
- « Gestes de bois » préface de Arbor, livre de photographies d’Antoine Herscher, éditions Actes Sud, novembre 2016
- « Le futur était là bien avant » in : La contre attaque, ouvrage collectif, éditions Poncerq volume 1, janvier 2017
- « Ce qui peut être sauvé » in : Vivre en centre ancien, École Nationale Supérieure d'Architecture de Montpellier, juin 2017

### Expositions de photographies
- « Si possible, pas d’horizon », exposition personnelle, Librairie Actes Sud, Arles 1984
- Exposition personnelle - Médiathèque de Bonneveine Marseille 1985
- « Traversate del deserto » exposition collective itinérante en Italie,1985-1986.
- « Le cadrage et l’image » exposition personnelle, Montpellier, festival Cinéma Méditerranéen, 1988.
- « Les Imagiques », exposition collective, Aix en Provence, 1988.
- Exposition personnelle, Château Le Grand Jardin, Joinville, 2005.
- « Montrer l’invisible », collection personnelle, Rencontres Photographiques d’Arles, 2009.

### Films
- J’ai mort, film vidéo de 24 min, noir et blanc sur la mise en espace dans les rues d’Angoulême du texte éponyme de Joseph Joliet, © UPV- Université de Provence, 1980
- La Part maudite ?, film de 43 min vidéo couleur sur les attentes autour de la création artistique. © Ad libitum TV - Cenac, 1986
- Mémoires de l’attente, installation vidéo au Château d’If / Marseille (1991- 1995).- Commande de la Caisse nationale des monuments historiques et des sites- © CICV 91
- Mari-Mira, maison de réflexion. Œuvre urbaine collective et évolutive avec installation vidéo. Création. Codirection artistique avec Guy-André Lagesse ; Port Louis - Ile Maurice, août 1995
- Mari-Mira, Mira-Mare. Œuvre urbaine itinérante, collective et évolutive avec installation vidéo. Phase n° 2. Codirection artistique avec Guy-André Lagesse ; Marseille, juillet/août 1996
- Toujours rien, adaptation cinématographique de L’Extrême ordinaire par Patrick de Geetere,1996.
- Les Voies de l’abandon, film NB/couleur de 26 min images vidéo et 16 mm, coréalisation avec Emmanuel Loi, © Fr 3 / Les films du Tambour de soie / À vous de voir, 1997
- Qui passé là ?, film vidéo 38 min, en coréalisation avec Guy-André Lagesse ; © Les Pas Perdus, 1998
- Le futur était là bien avant in : La contre attaque, ouvrage collectif, éditions Poncerq volume 1, Janvier 2017» films vidéo 2 x 7 min, coréalisation avec Guy-André Lagesse ; © Les Pas Perdus, 1998
- Au théâtre, film vidéo de 32 min, coréalisation avec Jean-François Néplaz ; © Film Flamme, 1998
- Mari-Mira, complexe culturel. Œuvre urbaine itinérante, collective et évolutive avec installation vidéo. Phase n° 3. Codirection artistique avec Guy-André Lagesse ; Paris, juillet/août 1999.
- Bleu de ville, film vidéo 28 min, coréalisation avec Guy-André Lagesse, © Les Pas Perdus, 2000
- Propos sur une ville que nous n’habitons pas, film vidéo 34 min, coréalisation avec Henri-Pierre Jeudy, © Gaïa films, 2001

### Conférences musicales
- « Mémoires des ruines », conférence musicale en trio Avec Yves Robert et Michel Godard (Théâtre Dunois/Paris - novembre 1991), Puis, avec Yves Robert et Claude Tchamitchan (Festival de jazz d’Assier - août 1992).
- « Conférence musicale sur la mémoire », Vidéo de 1 h 20 min, enregistrée en public avec : Jean-Paul Curnier (voix, conférence), Yves Robert (trombone) Claude Tchamitchan (contrebasse), août 1992
- « L’extrême ordinaire », livre-cassette audio, texte Jean-Paul Curnier, Musique Yves Robert, Éditions L’empreinte digitale, juillet 1992
- « Le Désordre des Tranquilles », lectures et concerts avec Raymond Boni (Guitare). Création au Théâtre Antoine Vitez (Aix en Provence), 1996-1998.
- « Le Crime, l’argent » conférence musicale avec Yves Robert (Trombone) création, Poitiers Mars 2007.
- « Le Commerce des charmes » lecture concert en trio avec Yves Robert (Trombone) et Stéfanus Vivens (Claviers, percussions). Le « 104 », rue Curial Paris, 30 juin 2007.
- « Retour à demain » lecture concert au Studio 93 (Bobigny) avec le quartette de Marc Ducret. Mai 2008.
- « Conversation musicale avec Jean Baudrillard ». Lecture-concert. Création en trio. Avec: Yves Robert (Trombone, divers électroniques) et Stéfanus Vivens (accordéon, claviers) dans le cadre de la journée d’hommage au philosophe Jean Baudrillard à Reggio d'Émilie (Italie) - Festival Fotografia Europea. Mai 2009
- « Conversation musicale avec Jean Baudrillard ». Lecture-concert à Reims, dans le cadre des journées d’hommage à Jean Baudrillard. Trio. Avec: Yves Robert (Trombone, divers électroniques) et Stéfanus Vivens (accordéon, claviers). Octobre 2009
- « L’actualité du jour [archive] » conférence musicale au Grim (Marseille) avec Yves Robert (Trombone), diffusion France Musique [archive]. Décembre 2009.
- « Adresse aux genevois » Deux conférences pour La Banque du miel (Théâtre Saint-Gervais Genève) avec Olivier Darné du parti poétique. Avril et Mai 2010.
- « L’actualité du jour [archive] » conférence concert à l’Atelier du Plateau (Paris) avec Yves Robert (Trombone). Novembre 2010
- « L’actualité du jour [archive] » conférence concert à Naxos Bobine (Paris) avec Yves Robert (Trombone). Février 2011.
- « L’actualité du jour [archive] » conférence concert au Festival de Musiques Libres à Besançon avec Yves Robert (Trombone). Octobre 2011.
- « Conversation à cordes » conversation avec arc et guitare au Parc Rousseau à Ermenonvville avec Rodolphe Burber (Guitare). Septembre 2014.
- « Scène Primitive » conférence concert à la Médiathèque Marguerite Duras à Paris avec Yves Robert (Trombone), Fantazio (contrebasse). Septembre 2014.
- « Scène Primitive » conférence concert à Emmetrop à Bourges14 avec Yves Robert (Trombone), Fantazio (contrebasse). Septembre 2014.
- « Là où l’arc nous emmène » conférence performée à ActOral #15 à Marseille. Octobre 2014.

### Radio
- Rien, autrement dit, création radiophonique, France Culture, mai 1998
- Cher Jean-Paul[12], correspondance entre Nicolas Frize et Jean Paul Curnier, radio Grenouille, 2006
- Entre les barbelés (carnet de Johannesburg)[13], création radiophonique, France Culture 2007
- Le Tour de la question[14], d’après 21 tours de la question (éd. Al Dante), 10 micro-fictions diffusées en direct sur France Culture du 28 novembre au 9 décembre 2011
- La Vie recommencée[15], 5 micro-fictions diffusées sur France Culture du 2 au 6 septembre 2013

### Travaux adaptés à la scène
- « Moins que rien », théâtre - Mise en scène de Yves Fravega, pièce pour un personnage seul, création à Marseille Tournée en France et Luxembourg.
- « Avant que ça commence », textes et argument chorégraphique de “Déguisé”, Chorégraphie de Geneviève Sorin, Musique Raymond Boni,1992-93.
- « Insistez s’il vous plaît », texte pour un théâtre musical, création par les Condensés, le 30 janvier 1996, Friche de La Belle de Mai, Marseille.
- « En pièces », pièce courte, création Théâtre de la Minoterie, Marseille, Janvier 1997, mise en scène de Charlie Kassab,
- « Pour si peu que ce soit », adaptation à la scène de textes littéraires sous forme de pièces courtes. La Halle aux grains- scène nationale de Blois, Mars 1997.
- « Le Désordre des Tranquilles », adaptation théâtrale de Joëlle Cattino et Paul Fructus - création Avignon Juillet 1997.
- « Les infortunes de la raison », création théâtrale de Monica Espina d’après Manifeste et Peine perdue, Cartoucherie de Vincennes, Juin 2004.
- « Et voilà le travail ! » Théâtre. Mise en scène Yves Fravega ; création Friche de la Belle de Mai, Marseille, 21 mars 2005.
- « Un rire capital » Théâtre/Musique. Adaptation de « Manifeste »1. Mise en scène Thierry Bédard, création à L’Échangeur16, Bagnolet, Novembre 2014.

### Contributions diverses
- Acteur[16] dans 52 minutes de votre temps de Sandra Kogut, production Canal+ (2000)
- Acteur[16] dans L’Argent raconté aux enfants et à leurs parents de Claudio Pazienza (2001)
- Acteur[16] dans Notre musique de Jean-Luc Godard (2005)
- Musicien dans Vox hôtel, adaptation scénique (2006)
- Acteur[16] dans Le Préau d’un seul, mise en scène Jean-Michel Bruyère/LFKS (Avignon - 2008)
- Acteur[16] dans Eldridge Cleaver-vitaNONnova, mise en scène Jean-Michel Bruyère/LFKS (Théâtre Garonne/Toulouse - 2011)
- Acteur dans Des mains de savon d’Alphonse Clarou (2011)
- Acteur[16] dans Une situation HUEY P. NEWTON mise en scène Jean-Michel Bruyère/LFKS (Festival Art Lyrique/Aix-en-Provence - Juillet 2012)
- Acteur[16] dans Le Préau d’un seul mise en scène Jean-Michel Bruyère/LFKS (Tokyo / Festival Tokyo - 2012)